# Шубняков, Фёдор Григорьевич
Фёдор Григорьевич Шубняков (1916—1996) — деятель советских органов государственной безопасности, начальник ВГУ, член коллегии МГБ СССР, полковник.

## Биография
Родился в русской рабочей семье.
Окончил 7 классов средней школы в 1931 году. В 1934—1936 годах учился на вечернем факультете общественных наук комвуза. В 1937 году по партийной мобилизации направлен в органы госбезопасности и зачислен курсантом Киевской МКШ ГУГБ НКВД, по её окончании откомандирован в распоряжение наркома внутренних дел УССР. Занимал должности помощника оперуполномоченного, оперуполномоченного, старшего оперуполномоченного в 4-м отделе Управления госбезопасности. С ноября 1939 года начальник 3-го отделения 2-го отдела, с августа 1940 года исполняющий обязанности заместителя начальника 2-го отдела Управления госбезопасности УНКВД по Львовской области. Член ВКП(б) с 1940 года. С апреля 1941 года начальник отделения Секретно-политического отдела УНКГБ по Львовской области. В том же году переведён в центральный аппарат НКВД СССР, назначен заместителем начальника 2-го отдела 3-го управления (Секретно-политическое управление) НКВД СССР. С мая 1943 года заместитель начальника, с июля 1944 года начальник 3-го отдела 2-го управления НКГБ—МГБ СССР. Затем начальник отдела 2-3, а с мая 1948 года отдела 2-А ВГУ МГБ.
Один из непосредственных исполнителей убийства Соломонa Михоэлса по приказу Сталина. С 3 января 1951 года начальник ВГУ и член Коллегии МГБ СССР. В июле 1951 был свидетелем по делу Абакумова. В ноябре 1951 года отстранён от работы и арестован по «делу Абакумова». Обвинялся в антисоветской деятельности, вредительстве, участии в «заговоре в органах МГБ». В марте 1953 года после смерти Сталина освобождён, реабилитирован и восстановлен на службе в органах МВД. С марта 1953 года заместитель начальника ПГУ МВД СССР, с мая 1954 года ВГУ КГБ при СМ СССР. С ноября 1954 года легальный резидент КГБ в Австрии. По возвращении в Советский Союз в ноябре 1958 года в резерве назначения управления кадров КГБ. С мая 1959 года — заместитель директора по режиму и начальник 1-го отдела НИИ в системе Министерства среднего машиностроения СССР (позднее Отделение прикладной математики МИАН). В 1965 году уволен в запас.
Похоронен на Введенском кладбище.

### Звания
- Сержант ГБ (21 февраля 1938);
- Младший лейтенант ГБ (22 июня 1939);
- Старший лейтенант ГБ (23 сентября 1941), произведён, минуя звание лейтенанта ГБ;
- Майор ГБ (11 февраля 1943), неизвестно, производился ли в капитана ГБ;
- Подполковник (16 августа 1943);
- Полковник (13 декабря 1946).

### Награды
- ордена Отечественной войны I (28 октября 1948) и II (24 августа 1949) степеней;
- два ордена Красной Звезды (25 июня 1954, 10 мая 1958);
- нагрудный знак «Заслуженный работник НКВД» (28 мая 1941);
- именные часы от НКВД СССР (1938), золотые часы и благодарность председателя КГБ (1956), грамота 2-го Главного управления КГБ (1964).